# Nitrato de zinco
--Ediomazera (discussão) 12h02min de 2 de agosto de 2015 (UTC)

## Nitrato de Zinco
Quando se mistura zinco com nitrato de prata se obtém nitrato de zinco
Zn(s) + 2 AgNO₃(aq) = 2 Ag(s) + Zn(NO₃)₂(aq)
Usos: catalisado, coagulante do látex, medicina, reagente intermediário mordente.
Materiais ou substâncias incompatíveis: enxofre, cobre em pó, sulfuretos e fosforo.

,